# Gouvernement Twer

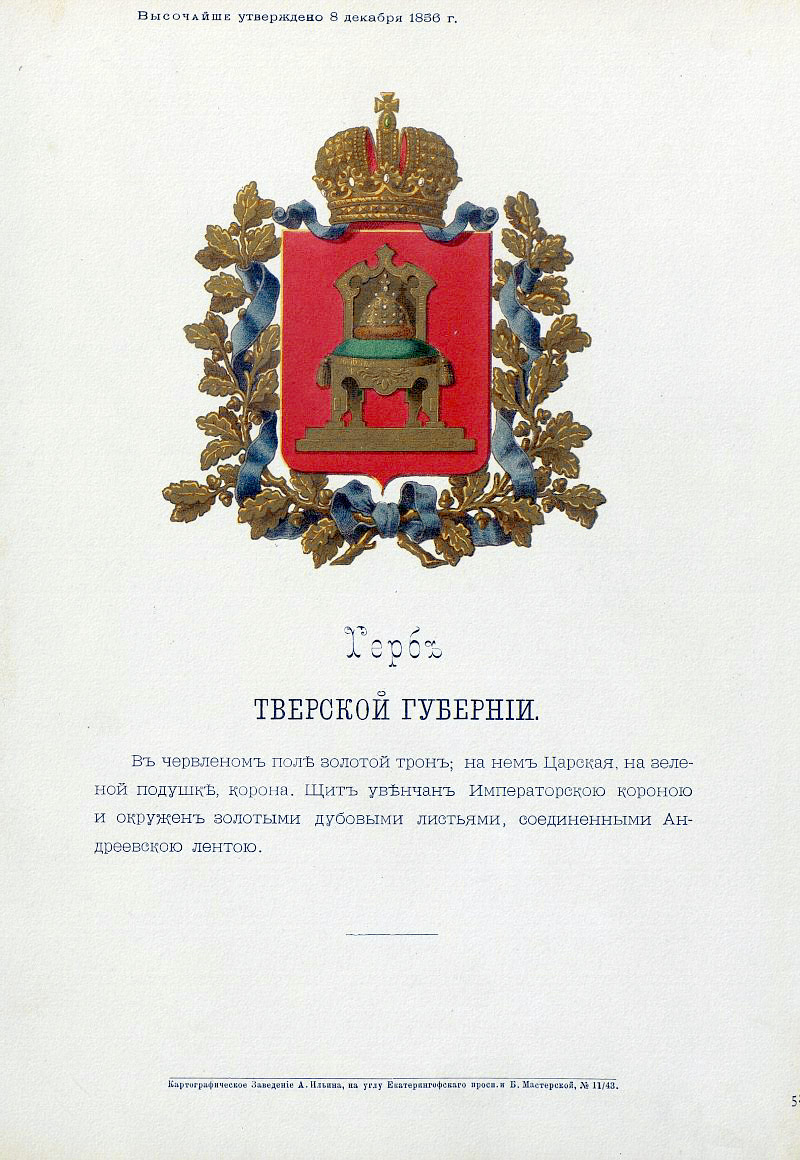
Wappen des Gouvernements Twer (1856)

Das Gouvernement Twer (russisch: Тверская губерния/Twerskaja gubernija) war eine Verwaltungseinheit des Russischen Kaiserreiches und der Russischen SFSR, gelegen im Zentrum des Europäischen Russland. Es bestand von 1796 bis 1929. Die Hauptstadt war Twer. Es grenzte im Norden beginnend im Uhrzeigersinn an die Gouvernements Nowgorod, Jaroslawl, Wladimir, Moskau, Smolensk und Pskow.

## Geschichte

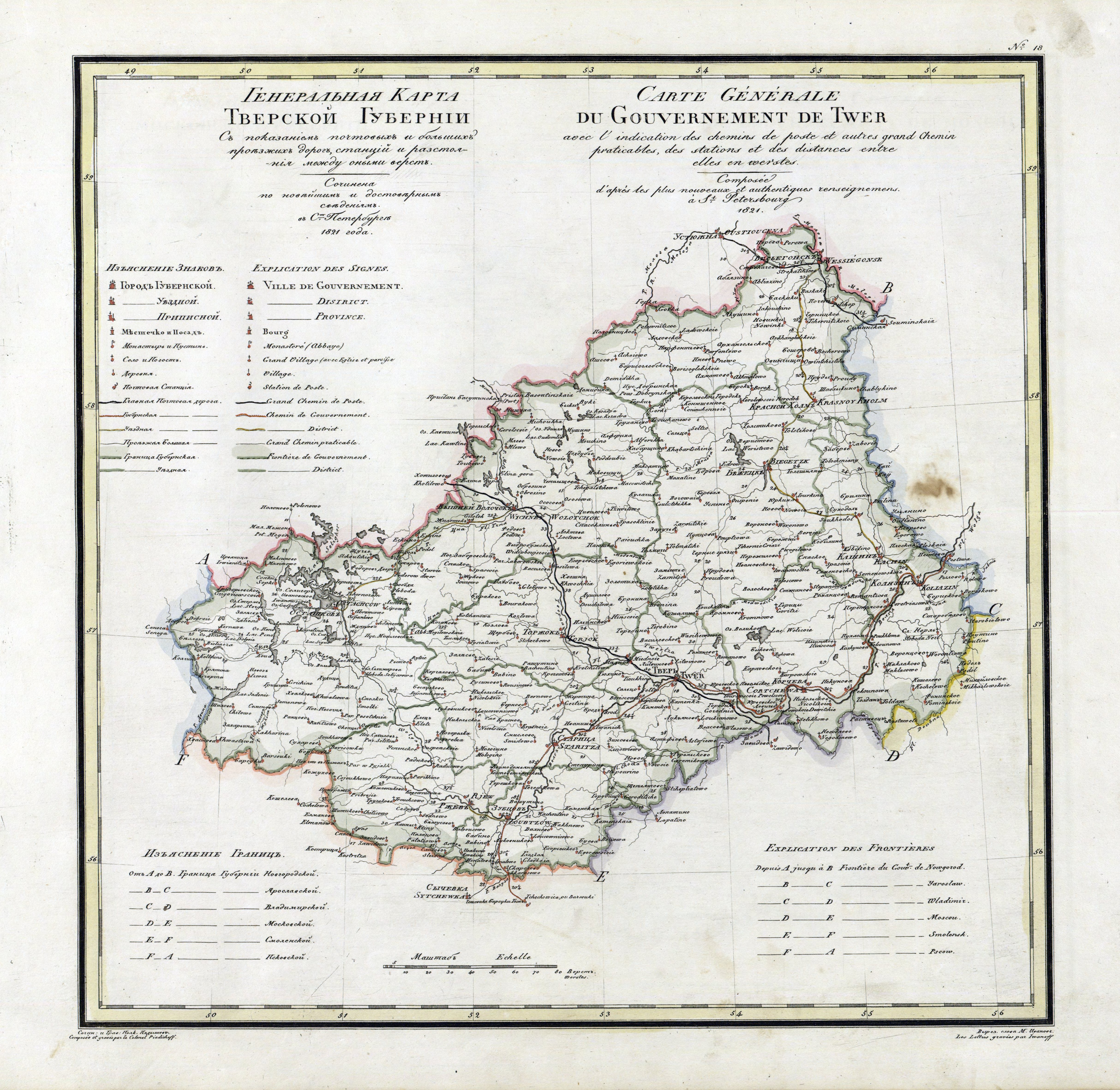
Historische Karte des Gouvernements Twer von 1841

Das Gouvernement Twer wurde 1796 aus der Statthalterschaft Twer gebildet. Das Gouvernement Twer bestand noch bis 1929 als Teil der Russischen SFSR der Sowjetunion. Nach der Auflösung wurde sein Territorium den neuen Verwaltungseinheiten Westliche Oblast und Oblast Moskau zugeschlagen.

## Umfang
Bei der ersten russischen Volkszählung im Jahre 1897 wurden auf 56.837 Quadratwerst (= 64.686 km²) 1.769.135 Einwohner gezählt (27/km²). Die Bevölkerung bestand zu über 92 % aus Russen, 6 % Kareliern und kleineren Gruppen von Esten, Polen, Juden und Deutschen. Ca. 9 % wohnten in Städten. Die Hauptstadt Twer zählte 53.544 Einwohner.
Im Jahre 1926 umfasste das Gouvernement 63.426 km² mit 2.242.350 Einwohnern (35/km²).

## Gliederung
Um 1900 bestanden 13 Ujesde:
- Beschezk
- Kaljasin (seit 1803, 1922 aufgelöst)
- Kaschin (1927 aufgelöst)
- Kortschewa (seit 1803, 1922 aufgelöst; Stadt lag an der Wolga zwischen Konakowo und Dubna, in den 1930er-Jahren vom Iwankowoer Stausee überflutet)
- Nowotorschski (Verwaltungssitz Torschok, Bezeichnung abgeleitet vom alten Ortsnamen Nowy Torg)
- Ostaschkow
- Rschew
- Stariza (1924 aufgelöst)
- Subzow (1922 aufgelöst)
- Twer
- Wessjegonsk (seit 1803, 1921–1923 zum Gouvernement Rybinsk)
- Wyschni Wolotschok

Später gebildete Ujesde:
- Kimry (seit 1918)
- Krasny Cholm (seit 1919, 1921–1923 zum Gouvernement Rybinsk, 1924 aufgelöst)